# Запретный танец
«Запретный танец» (англ. The Forbidden Dance) или «Запретный танец ламбада» (англ. The Forbidden Dance is Lambada) — американский музыкальный фильм 1990 года режиссёра Грейдона Кларка. Главную роль сыграла Мисс США-85 Лаура Хэрринг. Фильм вышел 16 марта 1990 года, в один день с фильмом «Ламбада».

## Сюжет
Ниса, дочь вождя одного из племён обитающих в амазонских джунглях, прибывает в Лос-Анджелес, чтобы отыскать главу корпорации, которая уничтожает эти леса. Её и её шамана прогоняют из офиса и переговоры не удаются. Не имея денег Ниса подрабатывает прислугой в богатом доме, но покидает его из-за пренебрежительного отношения. Затем устраивается в стриптиз-клуб в который ищут танцовщиц, а она как раз любит танцевать. Там ей дают задание танцевать на танцполе. Её оттуда забирает Джейсон, парень с которым она познакомилась, когда работала прислугой. Он собирается помочь ей спасти леса. Вместе они решают принять участие в танцевальном конкурсе, победителей которого будет показывать в прямом эфире национальное телевидение. Таким образом они смогут рассказать о своей проблеме на всю страну. Ниса обучает Джейсона ламбаде, танцу, который популярен в её стране.

## В ролях
- Лаура Хэрринг — Ниса
- Джефф Джеймс — Джейсон Андерсон
- Анхела Мойя — Кармен
- Сид Хэйг — Джоа
- Шеннон Фэрнон — Кэтрин Андерсон
- Линден Чайлз — Бредли Андерсон
- Барбара Брайтон — Эшли Уэллс
- Ричард Линч — Бенджамин Максвелл
- Стивен Уильямс — Вид
- Кенни Джонсон — Дэйв
- Адриана Каеги — играет себя
- Kid Creole and the Coconuts — играют себя

## Производство
Режиссёр Марк Хартли в своём документальном фильме о кинокомпании Cannon Films «Электрическое Бугало: Дикая, нерассказанная история Cannon Films» (англ. Electric Boogaloo: The Wild, Untold Story of Cannon Films) рассказывает об истории съёмок этого фильма. Двоюродные братья Менахем Голан и Йорам Глобус с конца 70-х годов работали вместе в своей компании Cannon Films. В конце 80-х годов у братьев случился конфликт и Менахем Голан ушёл в свою компанию 21st Century Film Corporation. В это время стал популярен танец ламбада и в 21st Century Film Corporation решили снимать фильм о нём. В свою очередь Йорам Глобус оставшийся в Cannon Films стал делать фильм об этом же. Он успел занять название «Ламбада» для своего фильма, в то время как Голану пришлось назвать свой фильм «Запретный танец ламбада». С другой стороны Голану удалось получить права на использование в своём фильме оригинальной песни «Lambada» группы Kaoma, чего не было у Cannon Films. Оба фильма вышли одновременно 16 марта 1990 года.

## Рецензии
Оба фильма, как «Ламбада», так и «Запретный танец», не имели большого успеха и в целом были встречаны негативно. На сайте Rotten Tomatoes «Запретный танец» имеет рейтинг свежести 23 % на основе 13 рецензий.